# Bytnica
Bytnica este o arie protejată (sit de importanță comunitară — SCI) din Polonia întinsă pe o suprafață de 33,89 ha, integral pe uscat.

## Localizare
Centrul sitului Bytnica este situat la coordonatele 52°08′38″N 15°10′10″E / 52.1439°N 15.1695°E.

## Înființare
Situl Bytnica a fost declarat sit de importanță comunitară în octombrie 2009 pentru a proteja 1 specie de animale.

## Biodiversitate
Situată în ecoregiunea continentală, aria protejată nu include niciun habitat protejat.
La baza desemnării sitului se află o specie protejată de  mamifere: liliac comun (Myotis myotis).